# Tamīsīān
Tamīsīān (persiska: تَمِسيان, تميسيان, تَميزيان, Tamesīān, تميسنيان) är en ort i Iran.   Den ligger i provinsen Teheran, i den centrala delen av landet, 50 km öster om huvudstaden Teheran. Tamīsīān ligger 1 578 meter över havet och antalet invånare är 107.
Terrängen runt Tamīsīān är huvudsakligen kuperad. Tamīsīān ligger nere i en dal. Runt Tamīsīān är det glesbefolkat, med 20 invånare per kvadratkilometer. Närmaste större samhälle är Rūdehen, 12,8 km norr om Tamīsīān. Trakten runt Tamīsīān består i huvudsak av gräsmarker.